# Centre culturel d'Espoo
Le centre culturel d'Espoo (en finnois : Espoon kulttuurikeskus ; en suédois : Esbo kulturcentrum) est un centre culturel du quartier de Tapiola à Espoo en Finlande.

## Présentation
Le centre culturel d'Espoo est situé à côté de la tour centrale de Tapiola et entre la place de la culture et la piscine centrale. 
Le bâtiment conçu par l'architecte Arto Sipinen est achevé en 1989.
Le bâtiment dispose de différents espaces dont : 
- la salle de concert Tapiola, auditorium de 773 places,
- la salle de théâtre Louhisali, auditorium de 296 places,
- des espaces d'exposition de 155 m2 sur deux étages,
- une scène extérieure Amfi offrant environ 400 places assises.

Le centre culturel abrite aussi l'Institut de musique d'Espoo, l'orchestre Tapiola Sinfonietta, la bibliothèque centrale de Tapiola et l'institut des travailleurs d'Espoo.

## Galerie

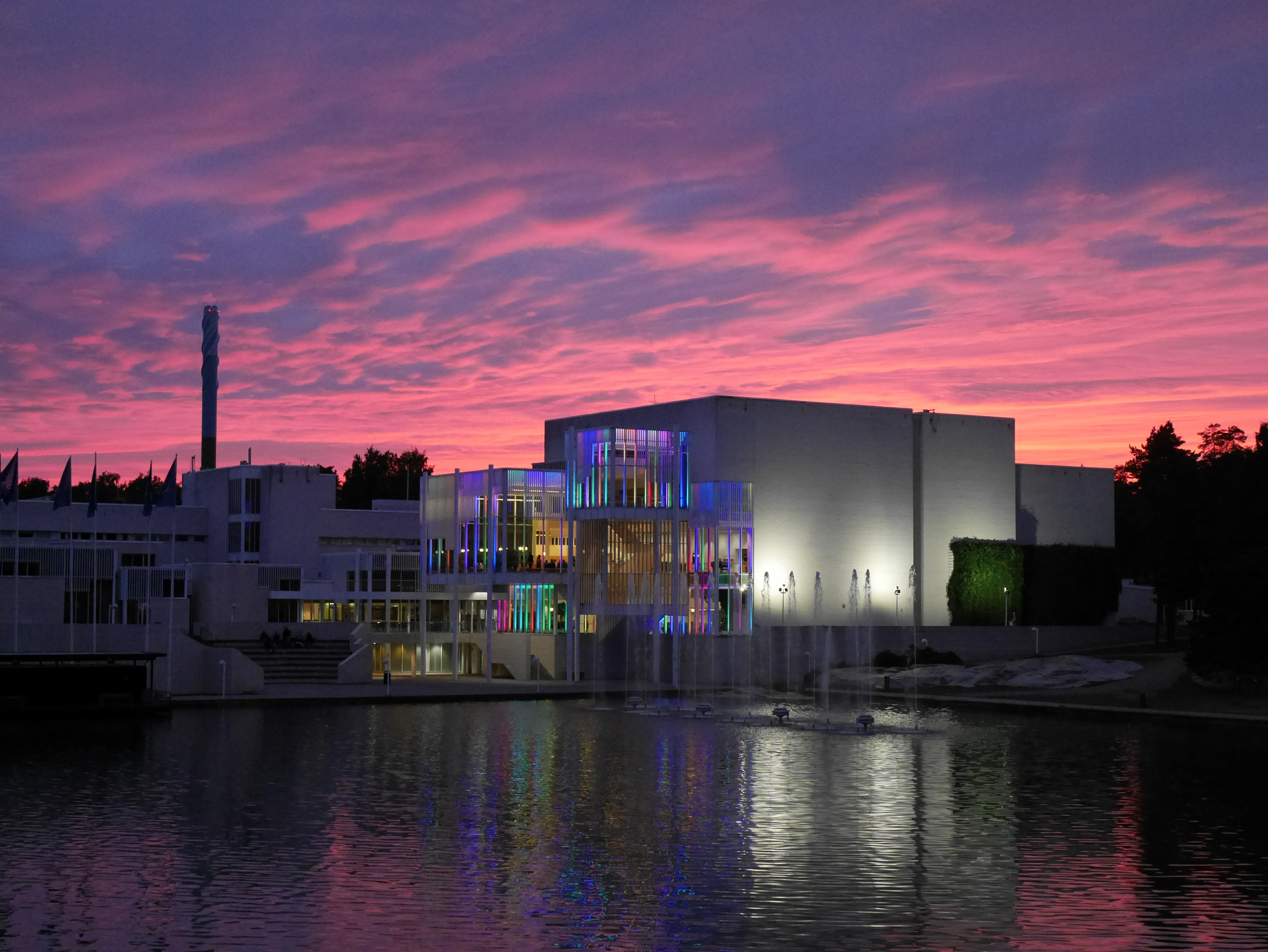
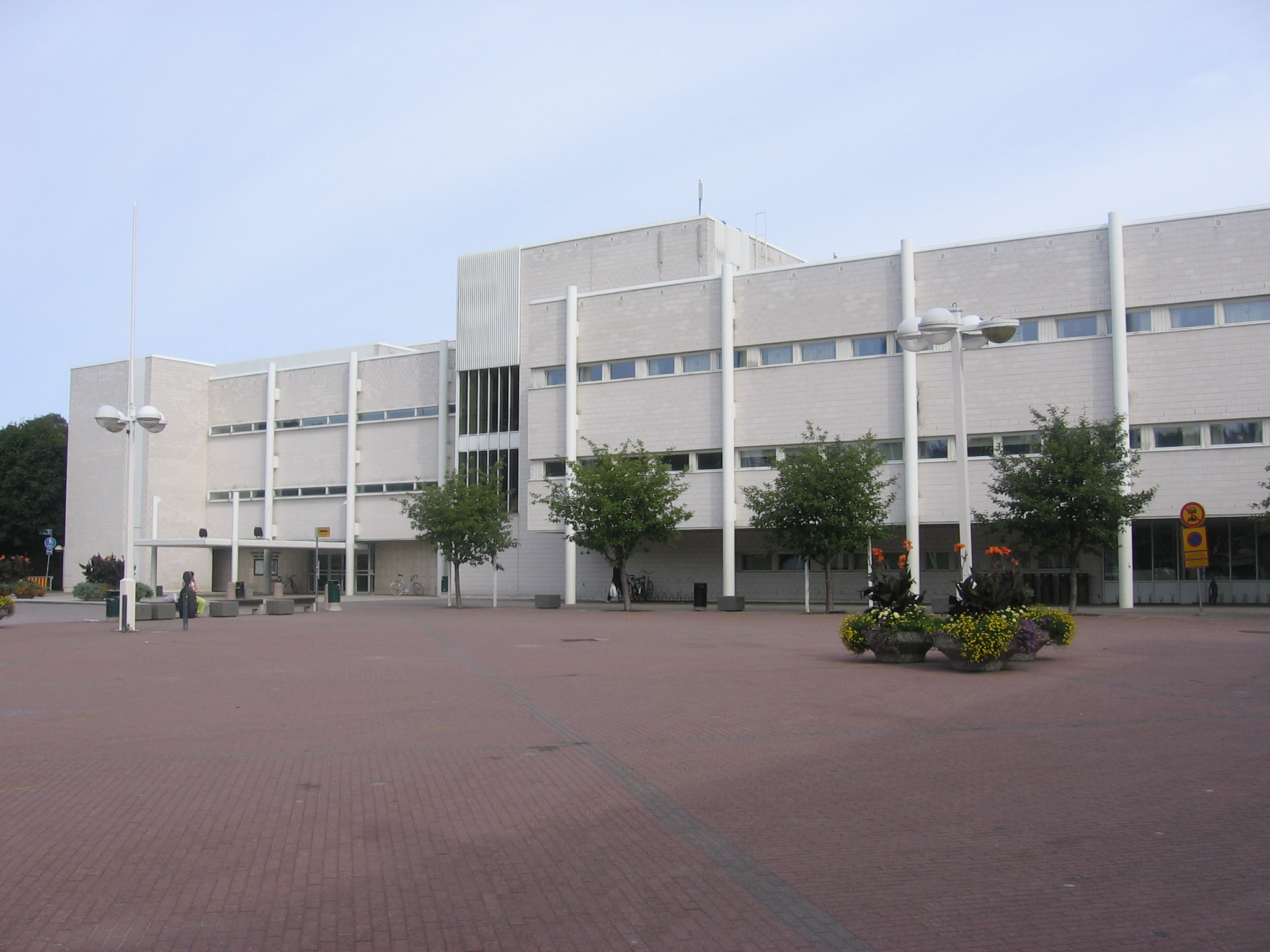
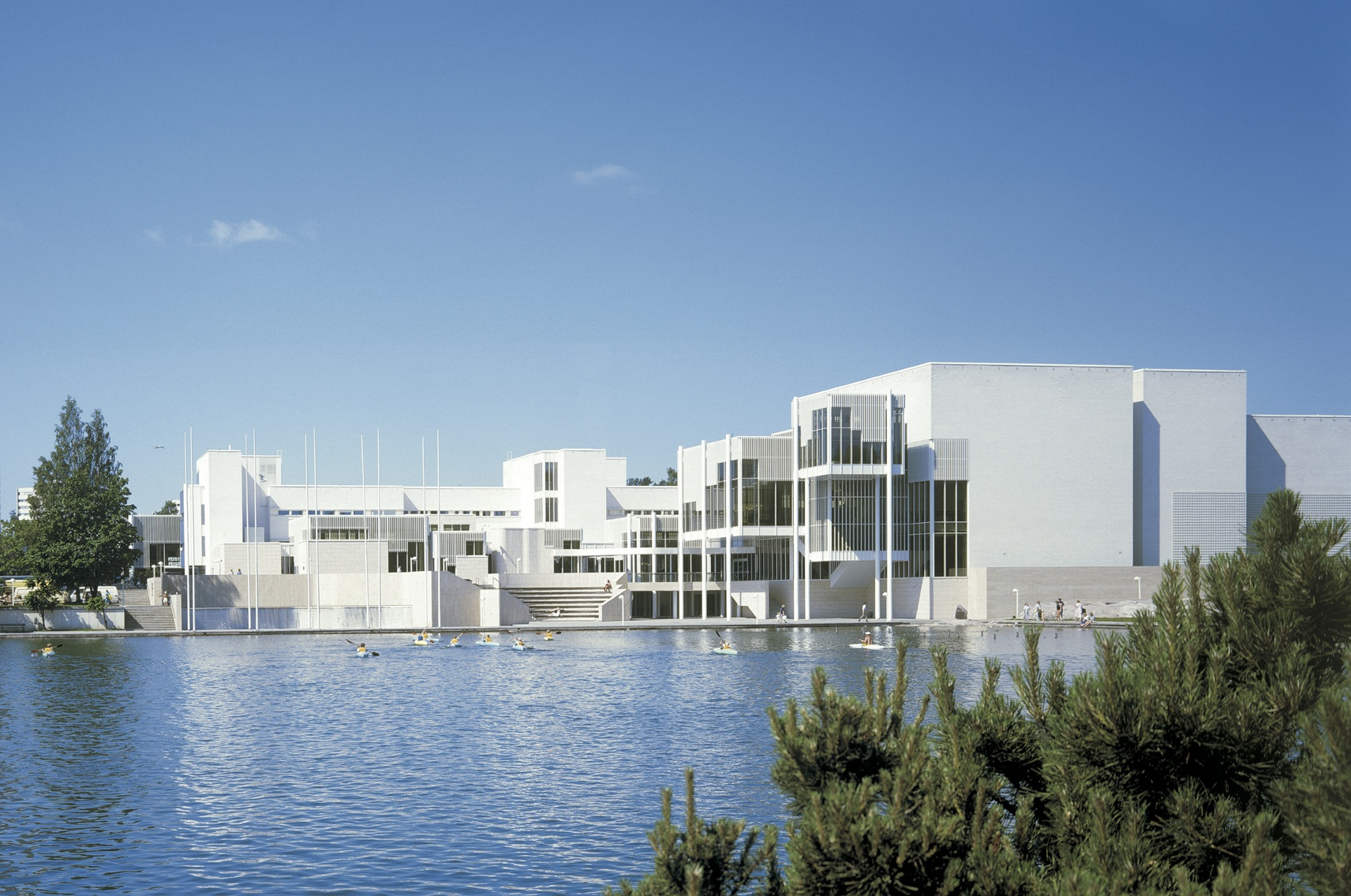

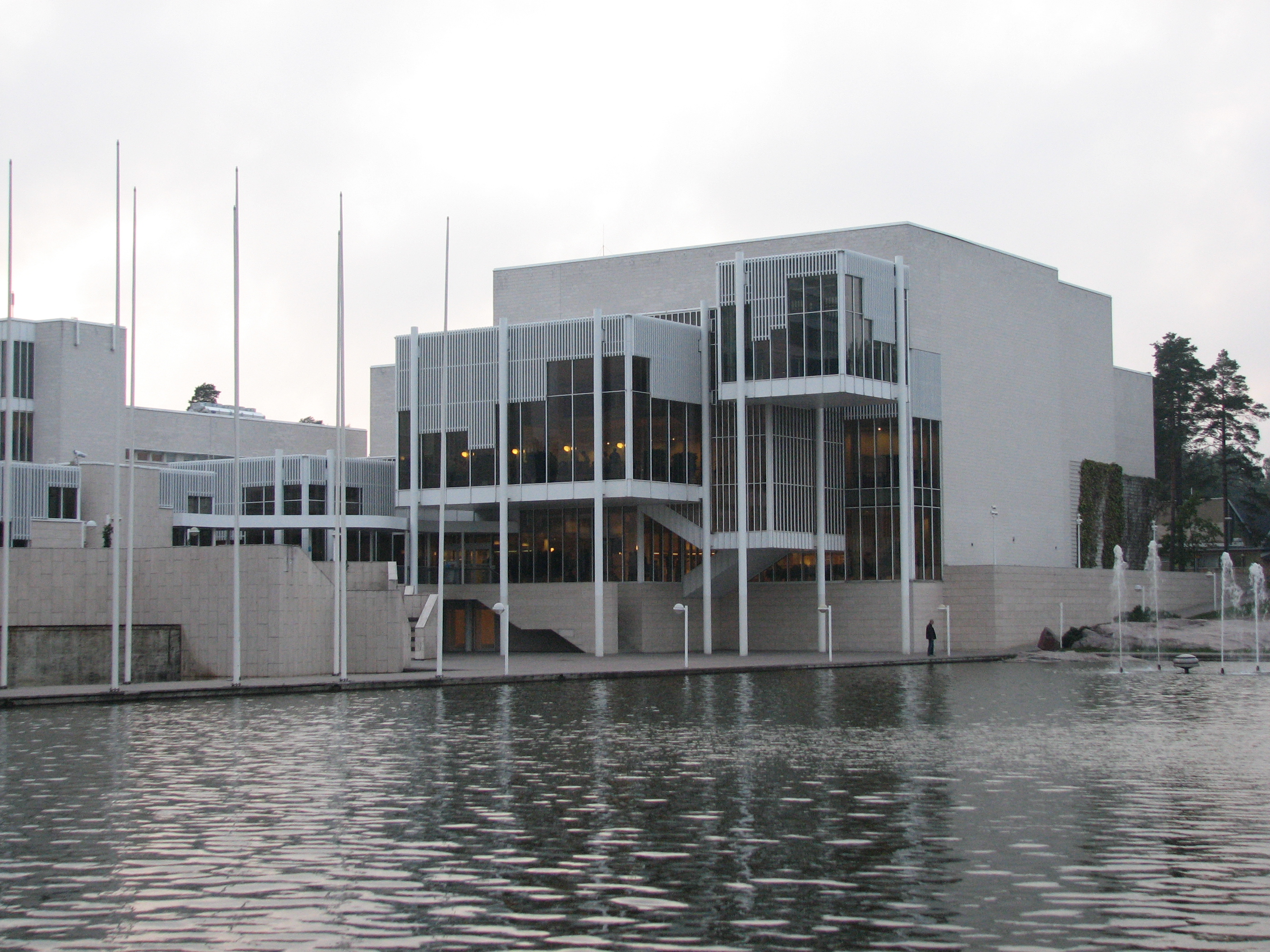
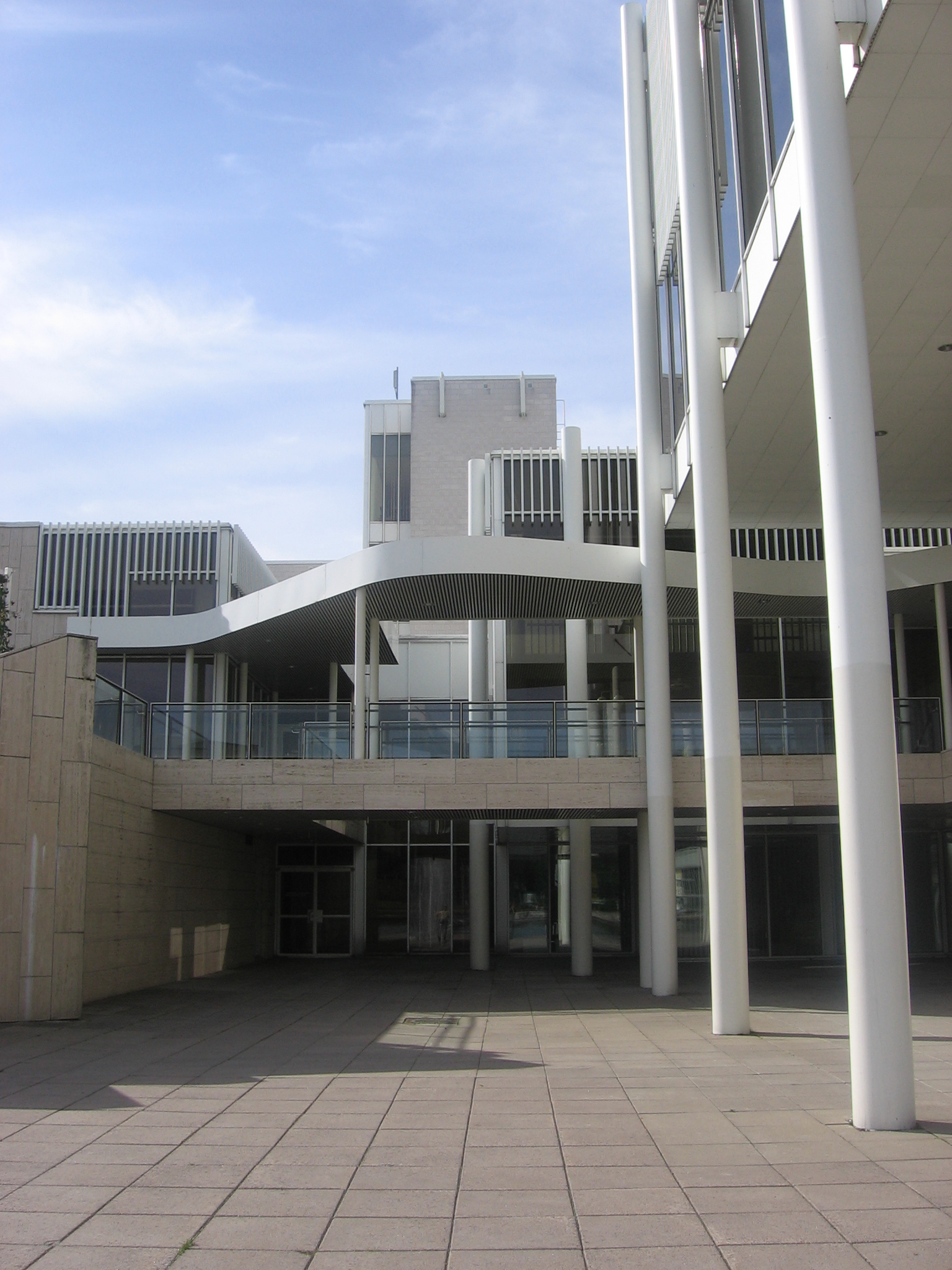
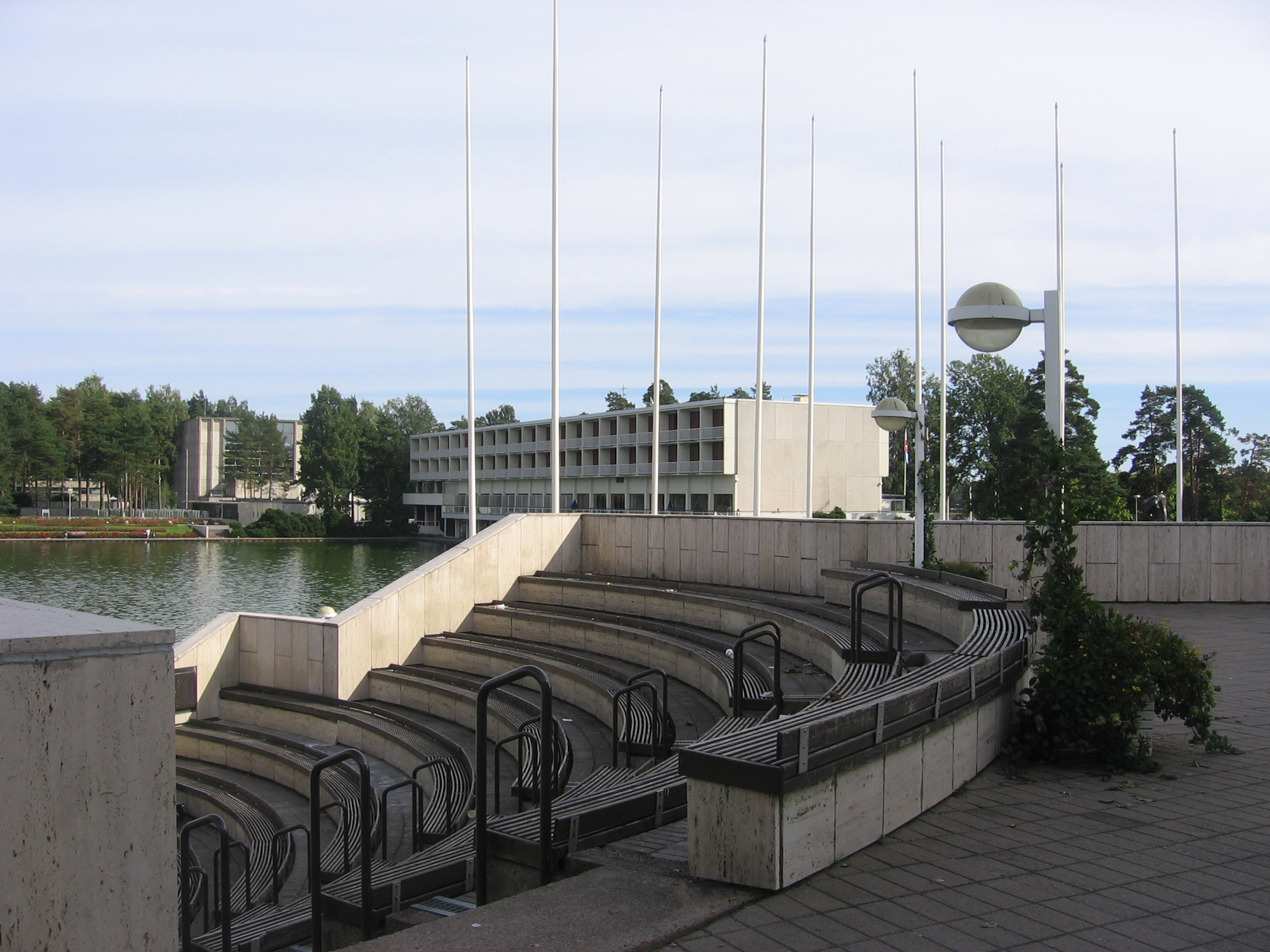